# Eminenz
Eminenz (lat. eminere: „herausragen“ bzw. eminentia: „Erhöhung“) ist die protokollarische Anrede der Kardinäle der römisch-katholischen Kirche und ostkirchlichen Bischöfe.
Ausführlich lautet sie „Seine Eminenz der hochwürdigste Herr ... Kardinal (Ostkirchen: Metropolit/Bischof) ...“. Offizielle Abkürzung ist S. Em.; offizielle Anrede ist Seine Eminenz. 
Sie war ursprünglich – seit dem 7. Jahrhundert – Ehrentitel bzw. Anrede der Kardinäle und Anrede der Bischöfe, bis letztere die Anrede Reverenz (später Exzellenz) erhielten. 
Auch betitelte man so die geistlichen Kurfürsten und den Großmeister des Malteserordens, nachdem Papst Urban VIII. schon am 10. Juni 1630 den Eminenz-Titel den Kardinälen verliehen hatte, die vorher Illustrissimi (lat. für „die Erlauchtesten“) genannt wurden und seitdem in ihren Wappen und Siegeln alle Abzeichen weltlicher Hoheit und Macht, die ihnen vormals als Mitglieder fürstlicher Häuser gebührten, wegzulassen hatten.